# شیر یک‌طرفه

نماد شیر یکطرفه در نمودار لوله‌کشی و تجهیزات. جهت فلش نشان دهنده مسیر حرکت سیال است.

شیر یک‌طرفه (به انگلیسی: Check valve) گونه‌ای از شیرهای صنعتی است که در آن سیال(گاز یا مایع) تنها می‌تواند در یک جهت حرکت کند و در صورت برگشت سیال، مسیر حرکت مسدود می‌شود. این شیرها در تجهیزات مختلف صنعتی مانند پمپ‌ها، جک‌های هیدرولیک، تجهیزات نیروگاهی و صنایع شیمیایی کاربرد دارد.

## شیرهای یک طرفه
همان‌طور که از اسم آن بر می‌آید سیال فقط از یک طرف آن می‌تواند وارد شود و زمانی که در یک مسیر قرار دارد جریان سیال از طریق مخالف آن غیرممکن است. در اکثر شیرها محل ورود سیال به شیر مطرح نیست و می‌تواند از دو طرف آن باشد؛ ولی در شیر یک طرفه فقط سیال از یک طرف شیر می‌تواند وارد شود که به همین علت اگر در محلی قرار دارد و می‌خواهیم جریان را درمسیرمخالف عادی خود عبور دهیم بایستی این شیر را برعکس نماییم یا این که داخل آن را درآوریم که در این صورت حالت شیر یک طرفه را از دست خواهد داد. شیرهای یک طرفه در دو طرح اساسی به نام شیر یک طرفه لولایی و شیر یک طرفه فشاری ساخته می‌شوند که در زیر به توضیح آن‌ها می‌پردازیم.

### شیر یک طرفه لولایی
این شیر که مصرف بیش‌تری دارد دارای بدنه و درپوش می‌باشد که درون آن دیسکی که ممکن است یکی یا دوتایی باشد به وسیله پین مخصوصی به بدنه لولا شده و آویزان می‌باشد. البته در نوع دوتایی آن این پین بین دو دیسک قرار دارد. جریان سیال درموقع ورود دیسک را به طرف مسیر خود بلند کرده و از اطراف آن عبورمی‌کند. درموقع قطع جریان دیسک به نشیمن‌گاه چسبیده و اجازه برگشت به سیال را نمی‌دهد.

#### شیر یک طرفه فشاری
در این نوع شیر یک طرفه جریان سیال باعث بازشدن شیر شده و برگشت جریان باعث بسته شدن شیر می‌گردد. از انواع شیرهای یک طرفه فشاری می‌توان شیر یک طرفه پیستونی وشیر یک طرفه کروی را نام برد.

#### شیر یک طرفه پیستونی
شیر یک طرفه پیستونی از نظر شکل داخلی شبیه شیرفلکه‌ای می‌باشد که جریان باعث فشار پیستون به طرف بالا و انتقال جریان شده که جهت عکس آن پیستون به طرف پائین آمده و مانع از برگشت سیال به طرف ورودی می‌شود. این نوع شیر به همراه شیر ساچمه‌ای و زاویه‌دار جهت جلوگیری از پدیده لرزش در اثر فشار در مسیر خطوط لوله به کار برده می‌شود. شکل ۱–۶ اجزا شیر یک طفه پیستونی را نشان می‌دهد.
شکل ۱–۶ ساختمان و اجزا شیر یک طرفه پیستونی

#### شیر یک طرفه کره‌ای
این نوع شیر یک طرفه در دو نوع کره‌ای افقی و عمودی وجود دارد. در نوع عمودی مسیر جریان مستقیم است و این شیر بیش‌تر درجاهایی که قطع جریان به صورت فوری لازم باشد بکار می‌رود. نحوه کار این نوع شیر بدین صورت است که مسیر سیال ورودی یک کره را در داخل سیال معلق نگه داشته وسیال از اطراف آن به طرف دیگر می‌رود و وقتی که جریان سیال برعکس شود کره مورد نظر در نشیمن‌گاه خود نشسته که مانع از عبور سیال به طرف ورودی می‌شود. یکی از مزایای این نوع شیر یک طرفه، استفاده از آن‌ها در سیالاتی که ویسکوزیته آن‌ها بسیار زیاد است می‌باشد. شکل ۱–۷ ساختمان و اجزا از شیر یک طرفه کره‌ای را نشان می‌دهد.

#### شیر یک طرفه بین فلنجی
شیر یک طرفه بین فلنجی در سایتهای مختلف صنعتی و تاسیسات برای خطوط آب ، روغن داغ ، بخار و سایر مایعات و گازهای غیر قابل اشتعال برای جلوگیری از برگشت سیال در جهت عکس جریان خطوط ، از این تجهیز استفاده می شود . فشار سیال دریچه شیر را بلند کرده و باعث عبور مایع یا گاز می شود . تا زمانیکه فشار پشت دریچه بیشتر از فشار روی آن باشد شیر باز می ماند و عبور سیال ادامه دارد و اگر به هر علتی فشار پشت دریچه کمتر از فشار روی آن شود وزن خود دریچه و فشار مواد برگشتی و نیروی فنر باعث بسته شدن شیر و جلوگیری از برگشت سیال می کند . 

## نگارخانه

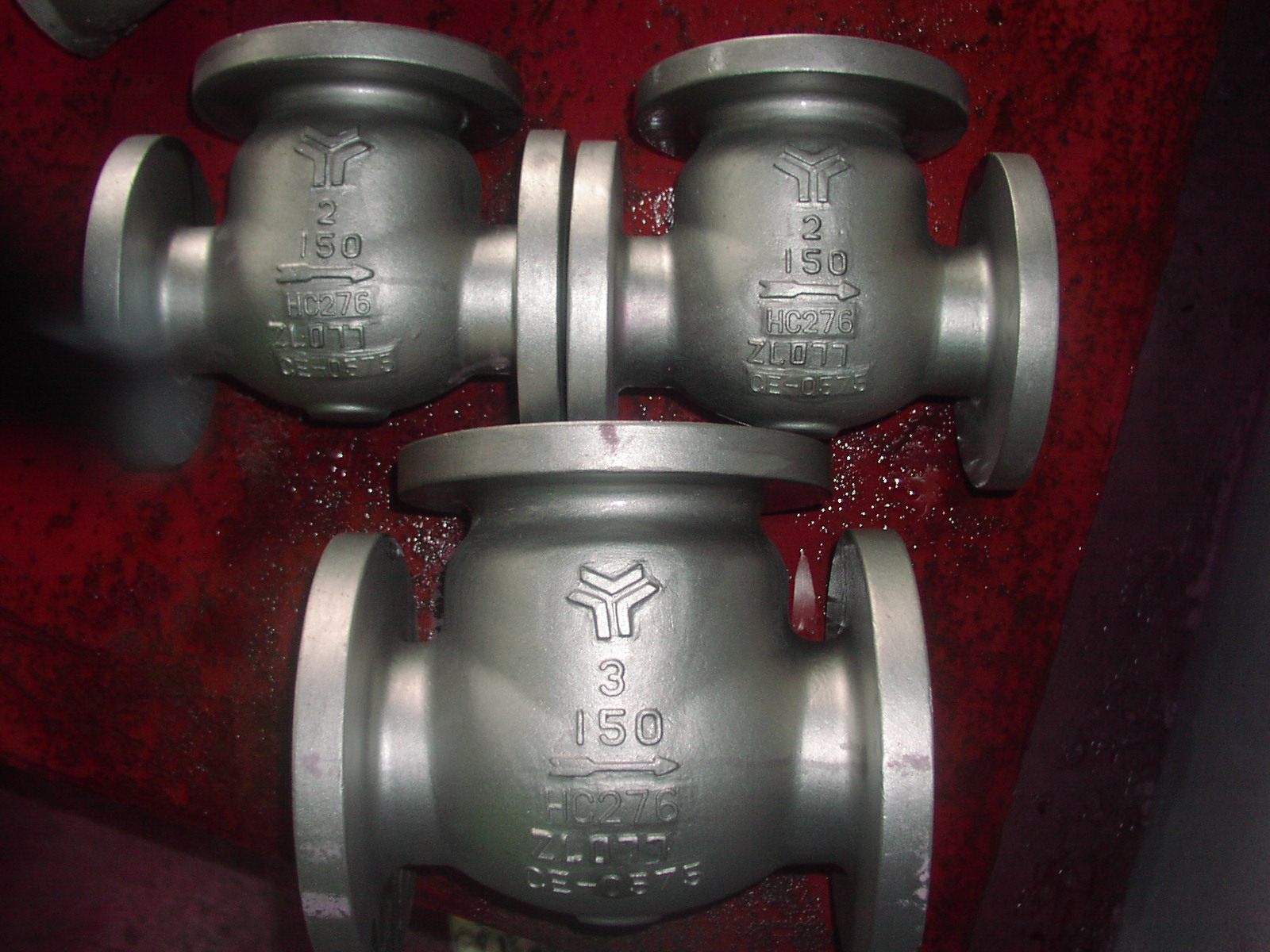
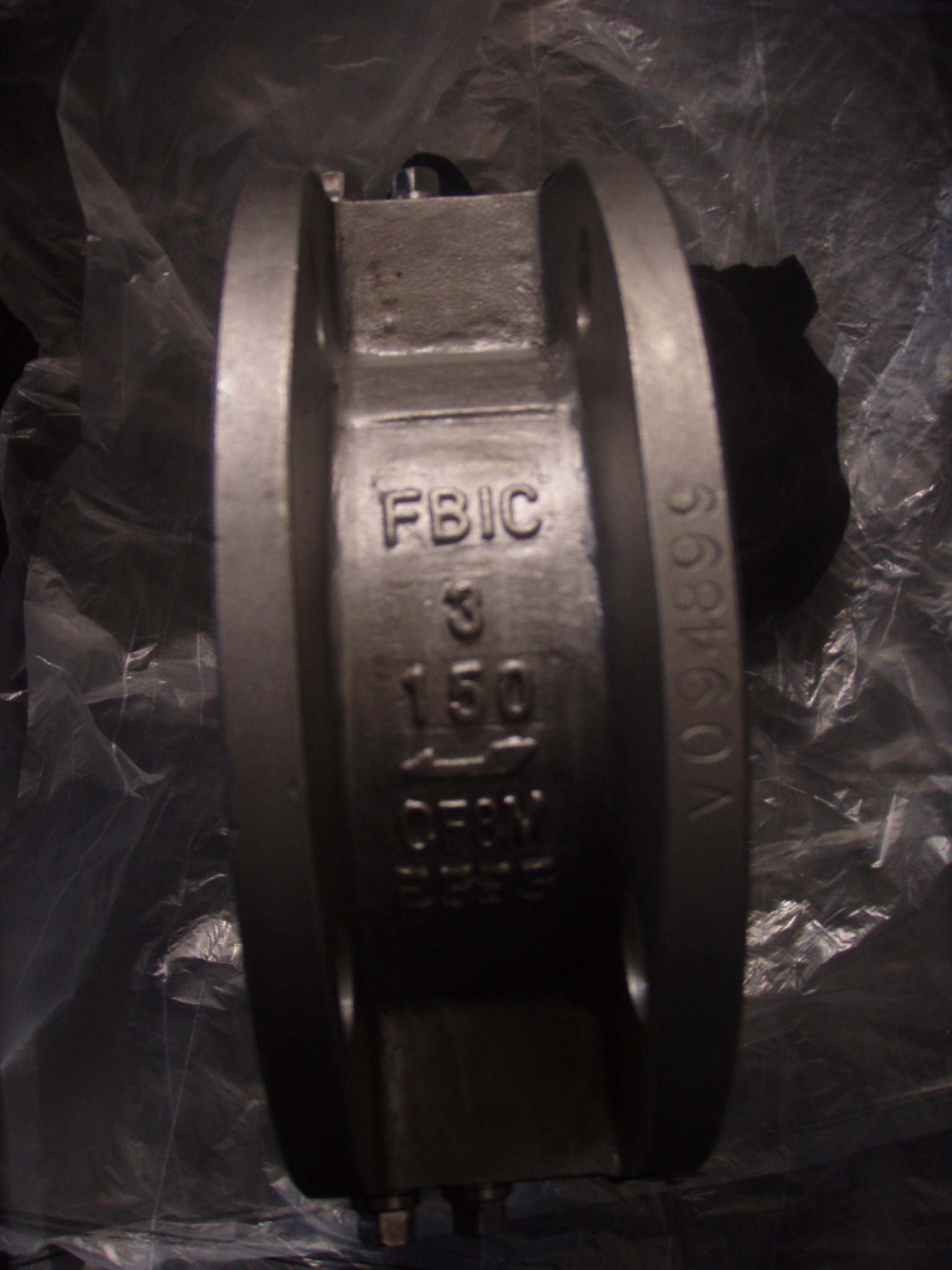
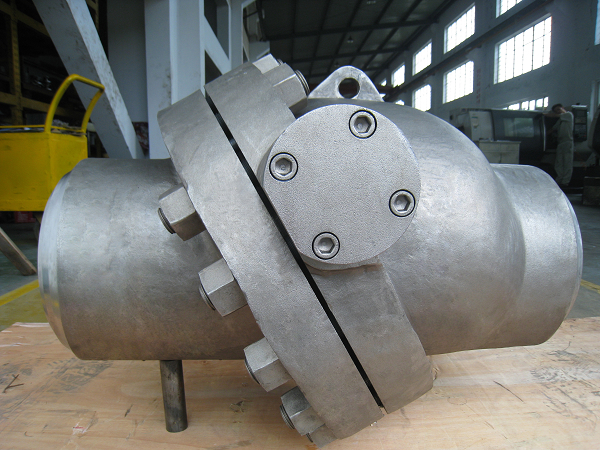
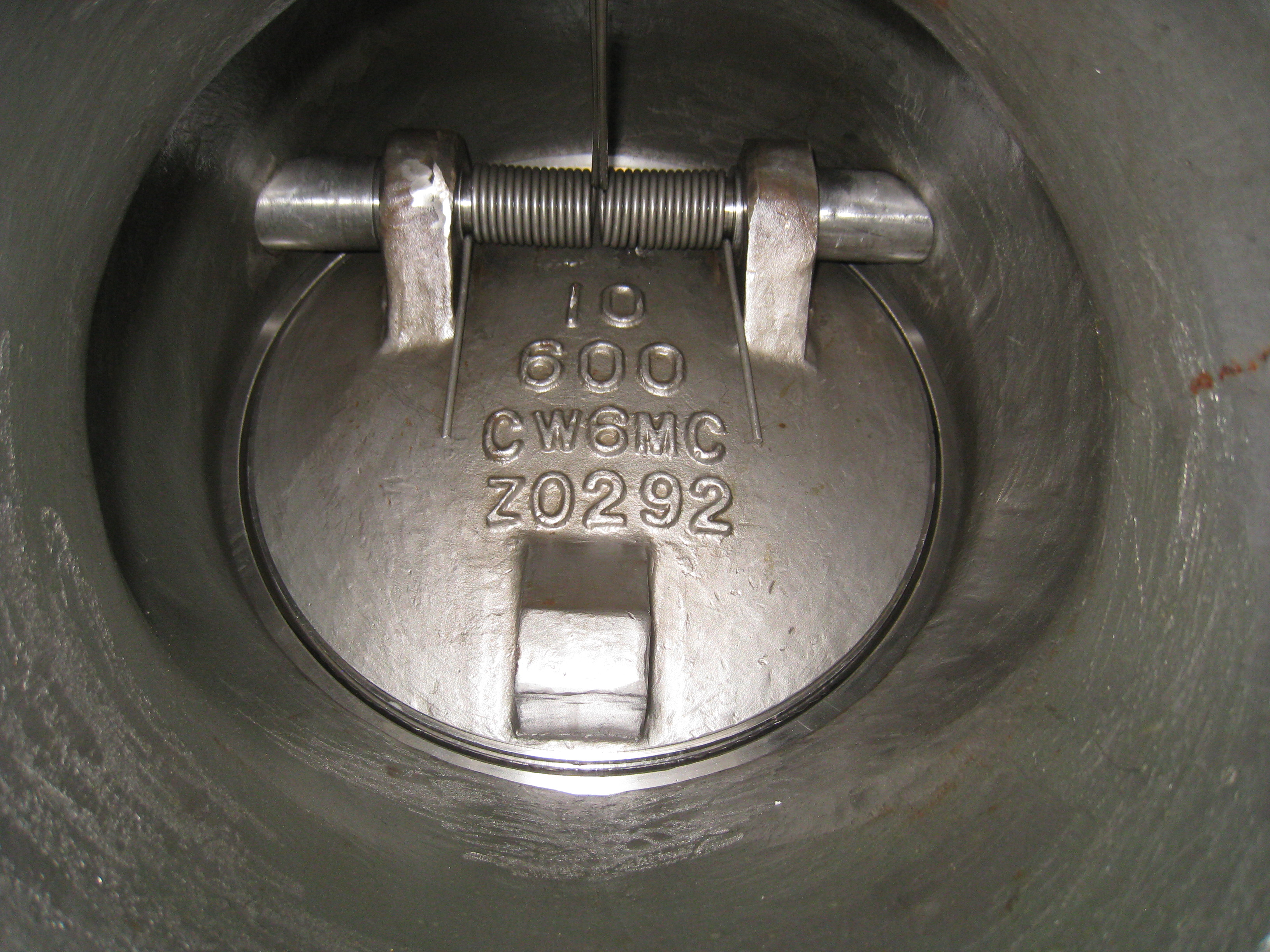
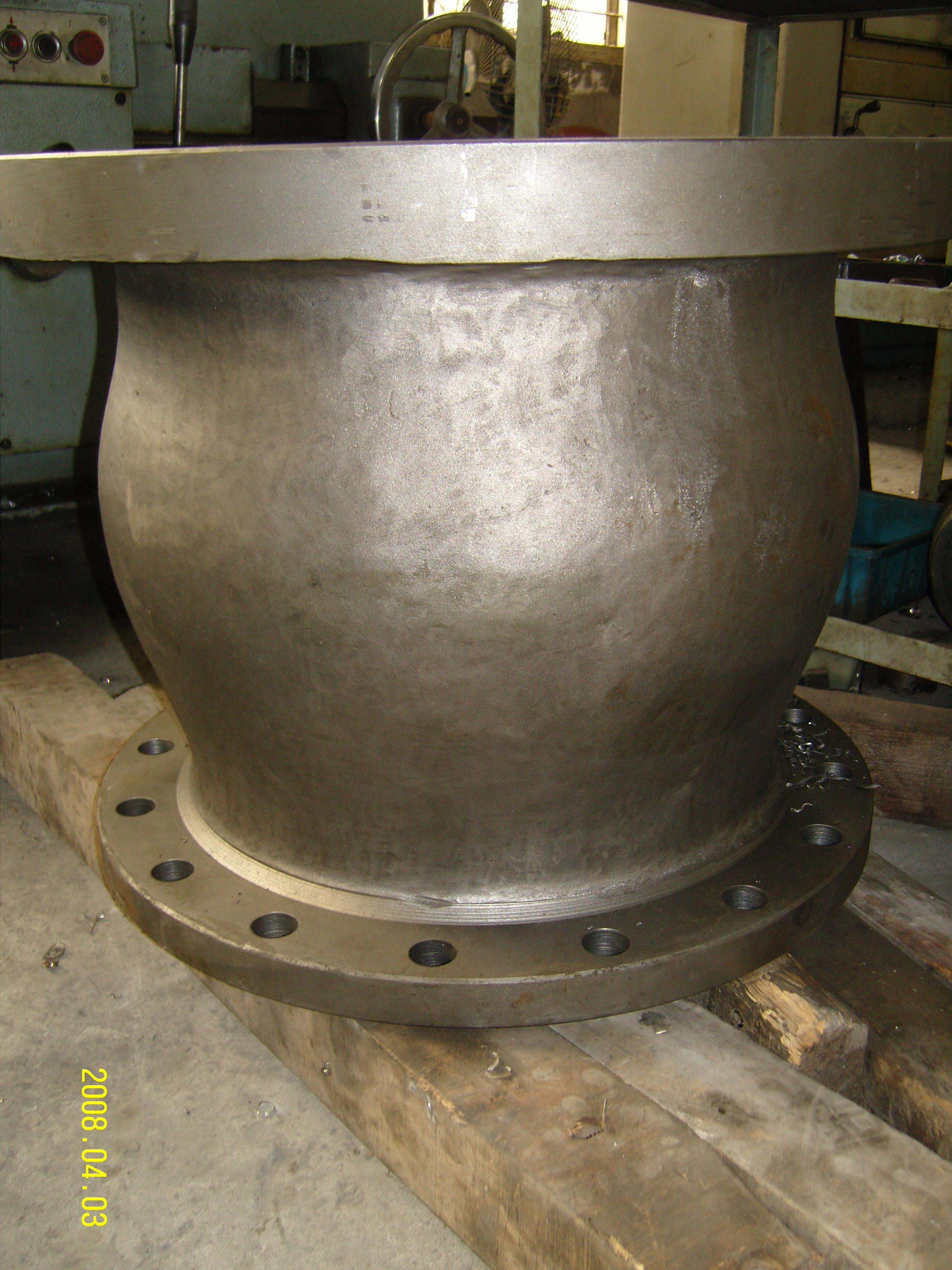
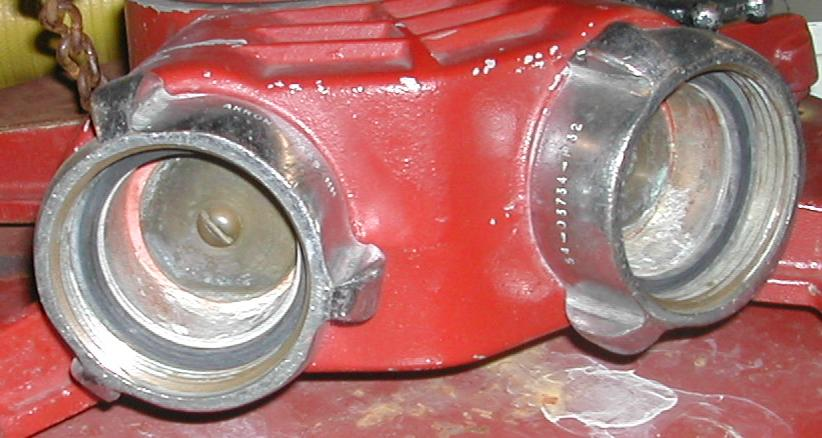
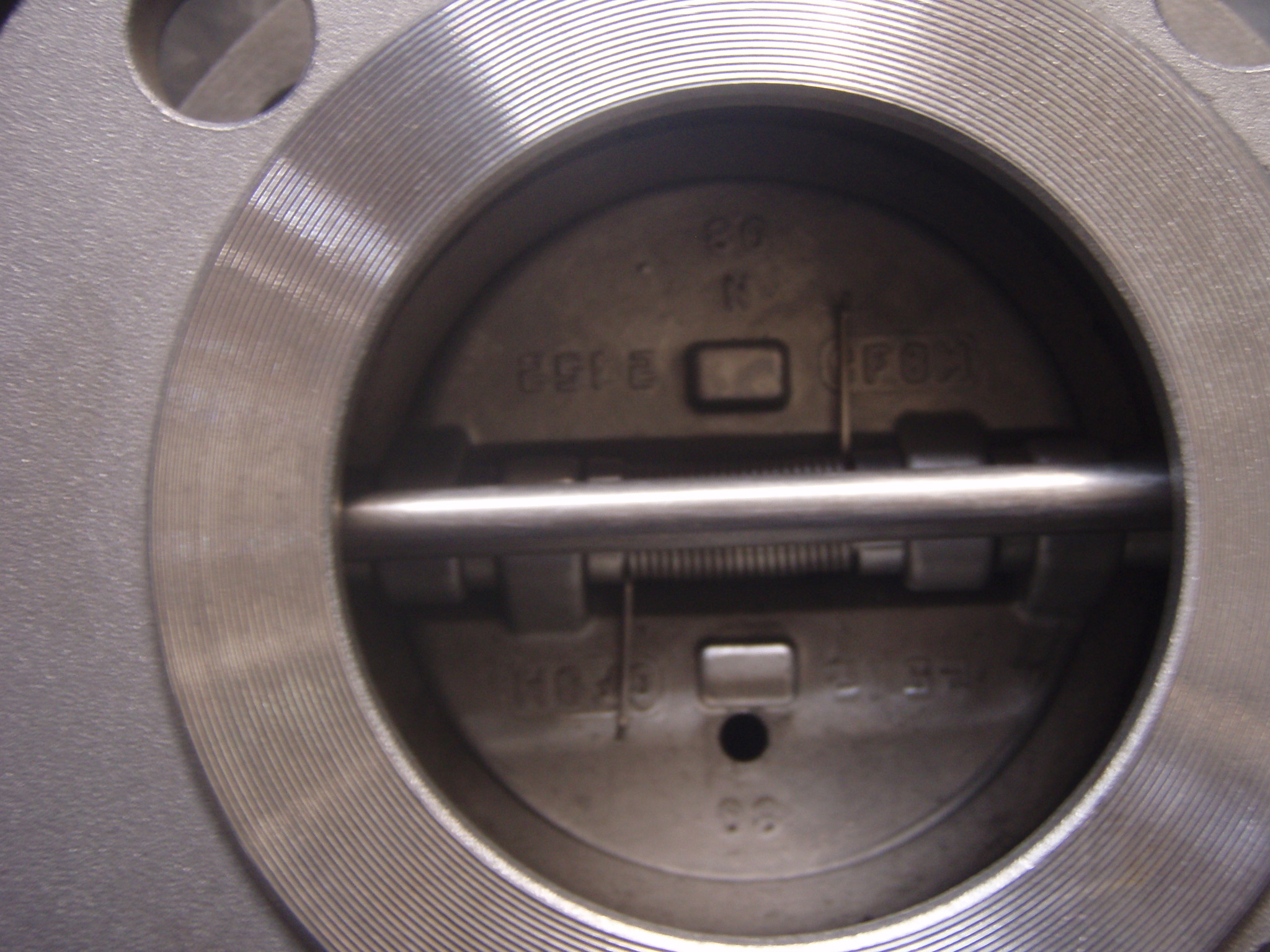
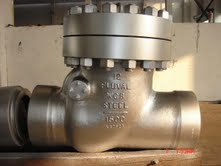
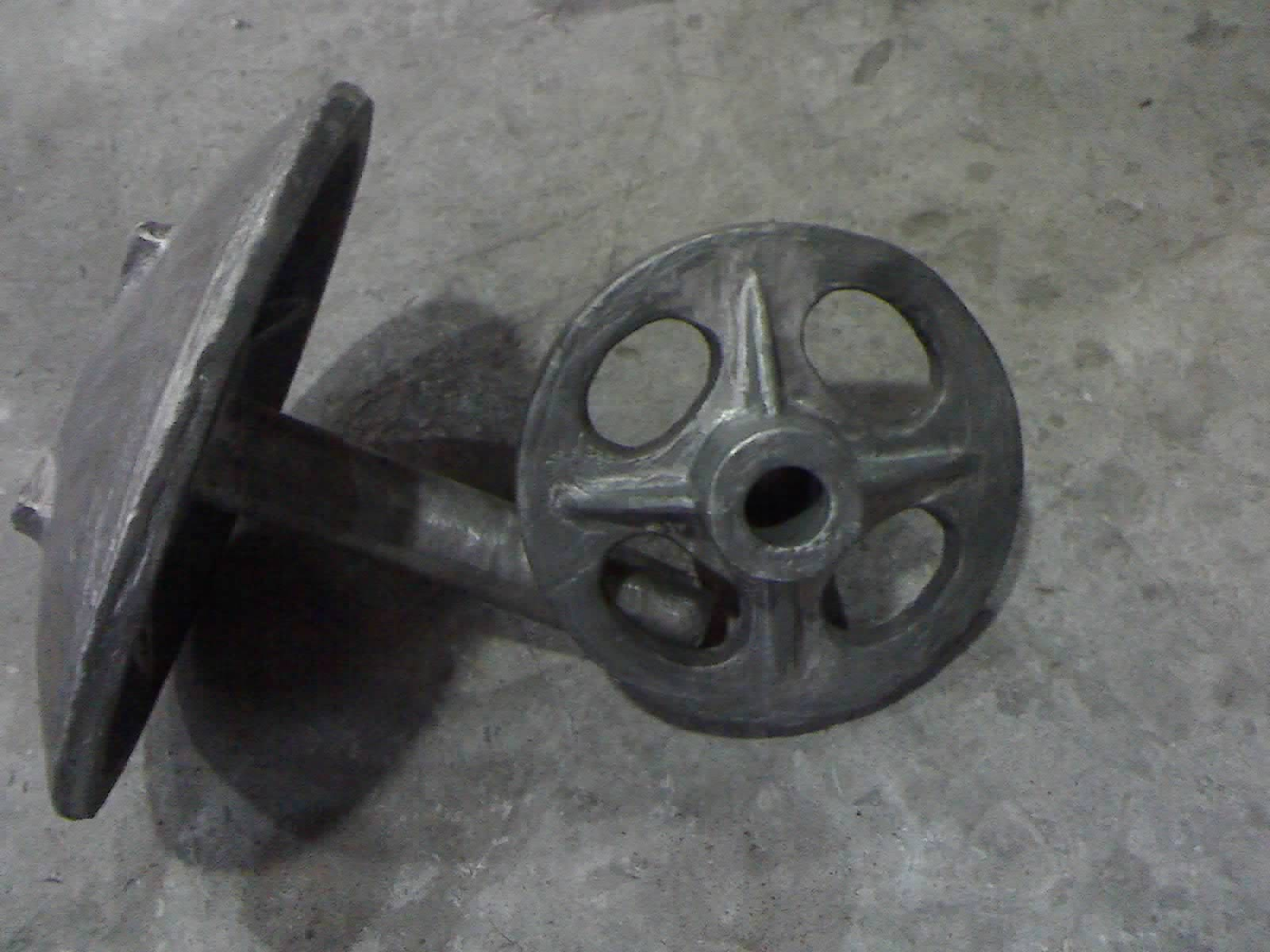
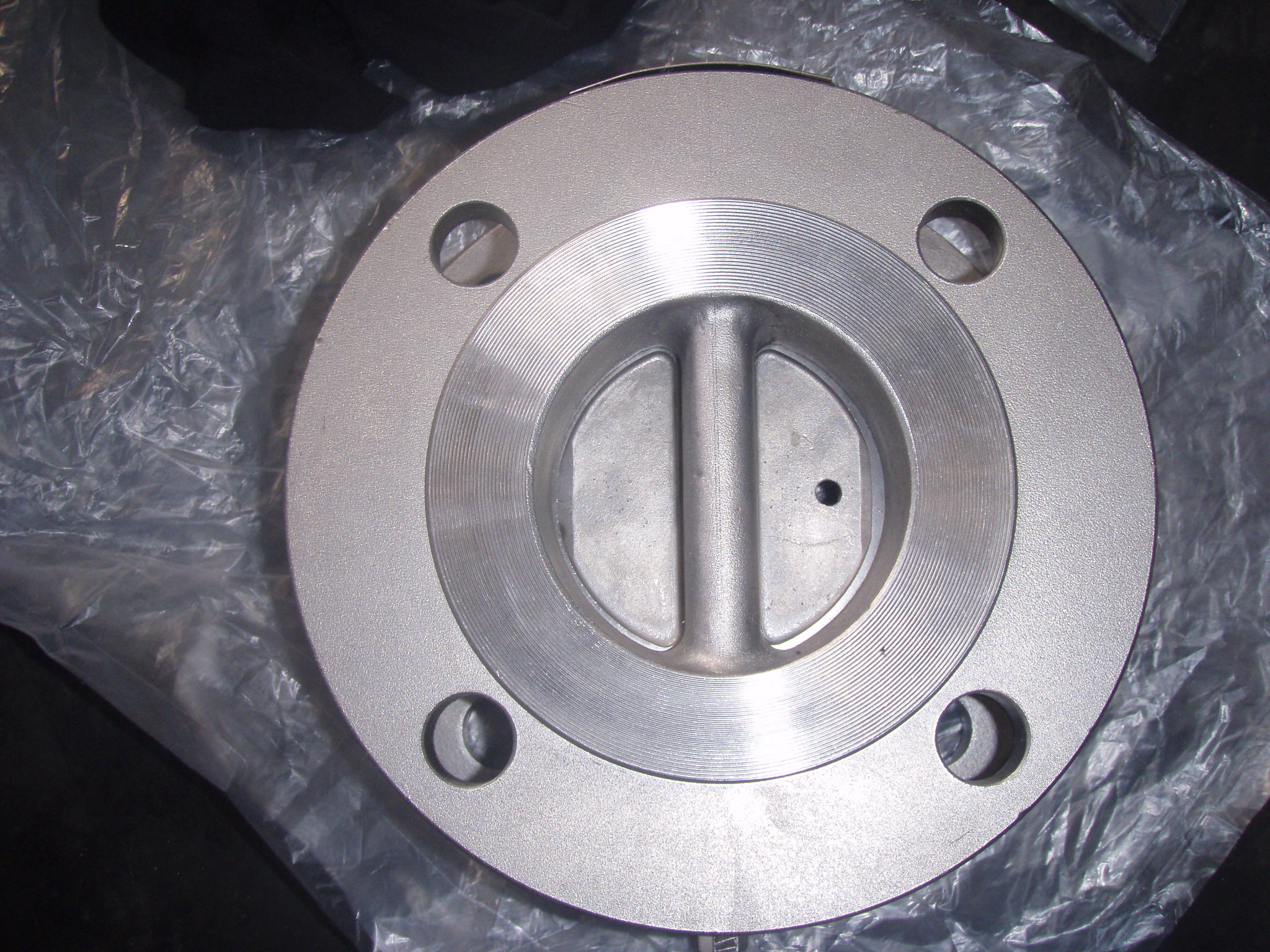
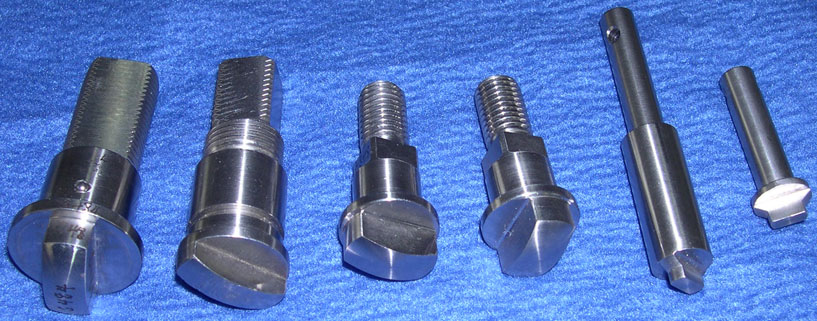
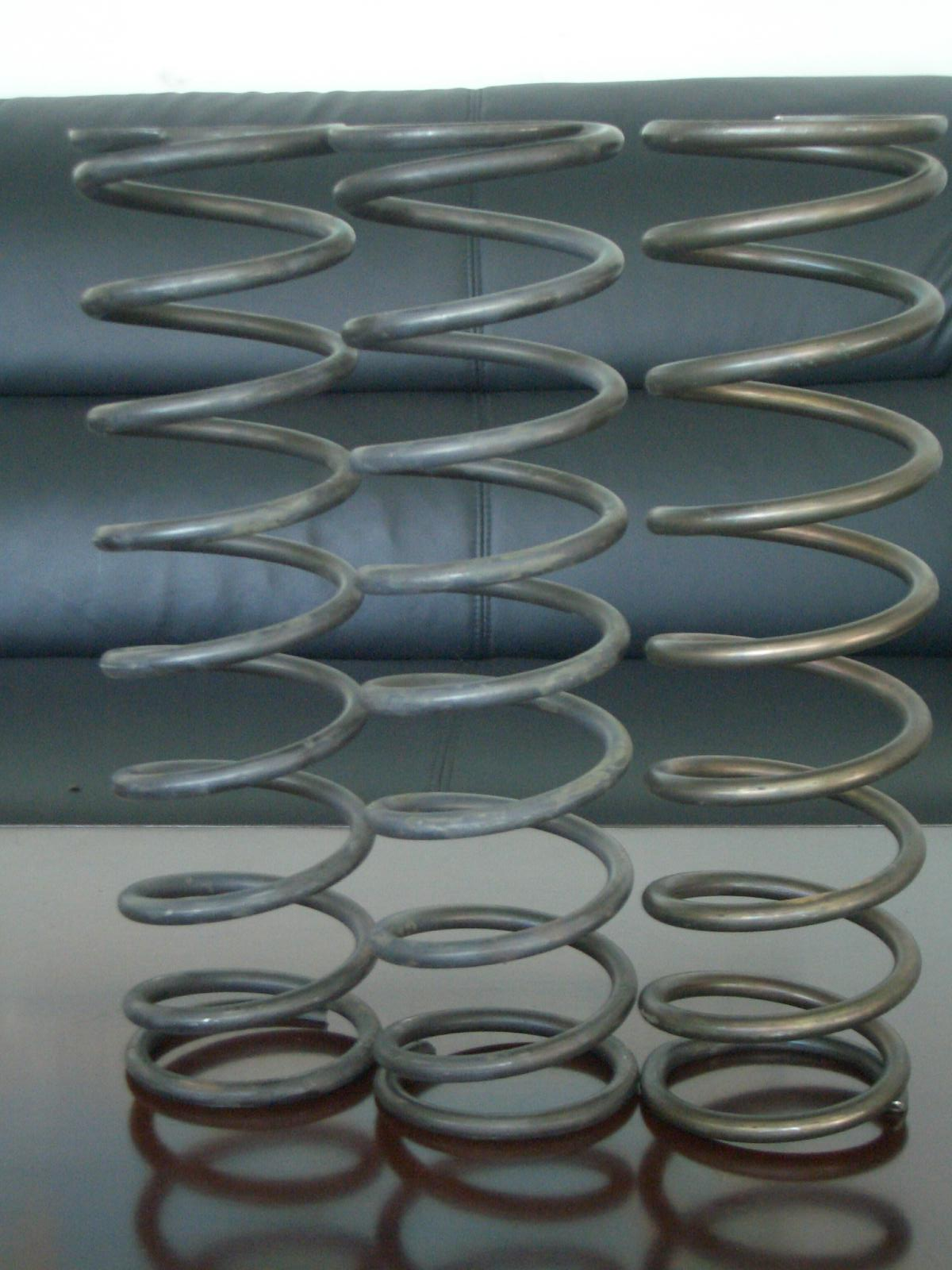